# Charef (distrito)
Charef é um distrito localizado na província de Djelfa, Argélia, e cuja capital é a cidade de mesmo nome, Charef.[carece de fontes?]